# Целолепида
{{automatic taxobox
|image = Shielia tiati.svg
|image_caption = Shielia tiati
|fossil_range = средњи Ордовик — касни Девон
|taxon = Thelodonti
|subdivision_ranks = подгрупе без такс. категорије
|subdivision = 
- -{Theleodontina
- Loganiida
- Katoporida}-

}}
Целолепида (Coelolepida) су изумрли кичмењаци без вилица. Живели су у слатким водама у силуру и девону. Тело им је било покривено оклопом који је био изграђен од коштаних плоча. Према дорзовентрално (леђнотрбушно) спљоштеном телу веома личе на данашње раже. 
Представник овог реда остракодерми је род телодус (Thelodus).